# Lucie Castets
Lucie Castets (̪Caen, Normandia, març de 1987) és una política, alta funcionària i economista francesa. Poc coneguda al món polític francès fins al 2024, aquesta directora de finances de la ciutat de París, va ser triada el 23 de juliol de 2024 com a candidata per a ser primera ministra de França pel Nou Front Popular, arran de l'èxit electoral d'aquesta coalició de les esquerres, després de la dissolució de l'Assemblea Nacional francesa. Anteriorment, a l'abril del 2021 havia fundat amb alguns amics, una entitat per a la defensa dels serveis públics francesos anomenada Nos services publics, de la qual és encara una dels tres portaveus.
Juntament amb la líder dels ecologistes francesos, Marine Tondelier, Castets és membre de l'Observatori nacional de l'extrema dreta (en francès: Observatoire national de l'extrême droite), entitat presidida per Thomas Portes, sindicalista i polític de la França Insubmisa.

## Biografia
Lucie Castets nasqué a Caen el març de 1987 al si d'una família de classe benestant; els seus pares són psicoanalistes. Va viure a aquella segona ciutat de la regió de Normandia fins als 18 anys. Després d'estudiar a l'Institution Saint-Pierre de Caen, se'n va anar a París per a continuar els estudis al liceu Louis-le-Grand. Més endavant es formà al dret públic i a l'economia política a l'Institut d'Estudis Polítics de París (més conegut en francès com a Sciences Po) del 2005 al 2011 i després a l'Escola nacional d'administració (ENA) entre 2012 i 2013 (promoció 2013 Jean-Zay). També va obtenir un grau de màster a la ̪London School of Economics a la capital del Regne Unit el 2010.
Castets, que ja havia estudiat el xinès a Sciences Po se n'anà a aprendre la llengua de manera intensiva a la Universitat Fudan de Xangai el 2006 i a partir de l'any següent va treballar com a assistent de l'agregat cultural del consulat general de Fran̞ça a la mateixa ciutat fins al 2008.
Posteriorment, va treballar durant 4 anys a la direcció general del Tresor de l'estat francès abans d'integrar Tracfin, la cèl·lula anti-blanqueig de diners del ministeri de finances francès el 2018. Al setembre del 2020, s'incorporà al gabinet d'Anne Hidalgo a l'alcaldia de París com a consellera econòmica. Després, a l'octubre del 2023, va esdevenir directora de finances i de compres de l'alcaldia, al capdavant d'una oficina important que gestiona un pressupost d'11,3 bilions d’euros, essent a més la primera dona a accedir a aquest càrrec.

### Recorregut polític
Lucie Castets va declarar que havia estat afiliada al Partit socialista entre 2008 i 2011 i és propera al corrent ideològic liderat per l'antiga Ministra del Treball Martine Aubry. Defensora de la unió de les esquerres, és implicada al si del moviment «Besoin de gauche» (en català: Necessitat d'esquerra) que condueix Pierre Moscovici i, a més a més, és membre del think tank «Point d'ancrage» (Punt d'ancoratge).
A la primera volta de les eleccions regionals del 2015 a la regió de Normandia, Castets figurava en catorzena posició a la llista de la secció departamental del PS al Calvados, capitanejada per Nicolas Mayer-Rossignol, el batlle actual de Rouen. Amb tot quan es produeix la segona volta, després de la fusió d'aquesta llista avec la dels altres candidats, Sébastien Jumel pel Front d'esquerra i Yanic Soubien per Europa Ecologia-Els Verds, ja no apareix a la llista definitiva. Segons Paul Vannier, un diputat insubmís (LFI), va deixar aleshores el PS a conseqüència de la seva desavinença amb l'orientació política del govern socialista dirigit pel president François Hollande.

### Candidatura al càrrec de Primera ministra
Al cap de tractacions i dissensions aspres entre els grups polítics que formen el Nou Front popular, que van veure abandonades dues propostes anteriors (la d'Huguette Bello, política comunista reunionesa el 12 de juliol rebutjada pels socialistes i la de l'economista Laurence Tubiana rebutjada per LFI tres dies després), el 23 de juliol 2024 a les 19h, un comunicat de premsa comú anuncia la candidatura de Lucie Castets, aleshores desconeguda per la major part de la societat francesa, per ocupar el càrrer de Primer ministre. El mateix vespre, una hora després, durant la seva primera entrevista després de les eleccions legislatives al canal de televisió pública France 2, el president francès, Emmanuel Macron no es va dignar a donar importància a la candidatura, anunciant que no nomenaria cap persona pel càrrec abans de la fi dels Jocs Olímpics i que la tria d'un Primer ministre ha de resultar d'un consens i d'una majoria entre tots els grups polítics.